# Port lotniczy Sefwi Bekwai
Port lotniczy Sefwi Bekwai – port lotniczy zlokalizowany w ghańskim mieście Sefwi Bekwai. Obsługuje połączenia lotnicze ze stolicą – Akrą.